# Parc Boston Manor
Le Boston Manor Park est un grand parc public dans le quartier londonien de Hounslow. Présentant bois et espaces ouverts, avec une zone attenante au Grand Union Canal, il a été créé en 1924 dans une partie du domaine historique de la demeure seigneuriale du XVIIe siècle, Boston Manor.

## Historique
On pense que le domaine de Boston Manor remonte à au moins 1163 et eut une série de propriétaires influents. À une certaine époque, il faisait partie du domaine du financier royal Thomas Gresham, qui possédait également le parc d'Osterley qui se trouve dans les environs. La maison qui se trouve toujours au centre du parc date de 1623. Un peu moins d'un siècle plus tard, le terrain est décrit comme comprenant jardins, murs, promenades, cours, cinq étangs à poissons... La plantation et la pépinière ont été calculées à 3 acres... L'ensemble étant bien boisé et arrosé. En 1670, le domaine fut vendu pour un peu plus de 5000 £ à la famille Clitheroe, et il resta leur propriété pendant les deux-cent-cinquante ans suivants.
À la fin du XVIIIe siècle, un terrain fut vendu pour permettre la construction du Grand Junction Canal (qui deviendra plus tard une section du Grand Union Canal), et Clitheroe Lock - alors la deuxième écluse de la Tamise - fut construite sur le domaine. À la fin du XIXe siècle, cette partie de Londres s'urbanisa, mais le domaine fut préservé - contenant de belles vues, des arbres historiques, des roses et un potager.

### Dispersion du domaine et ouverture du parc

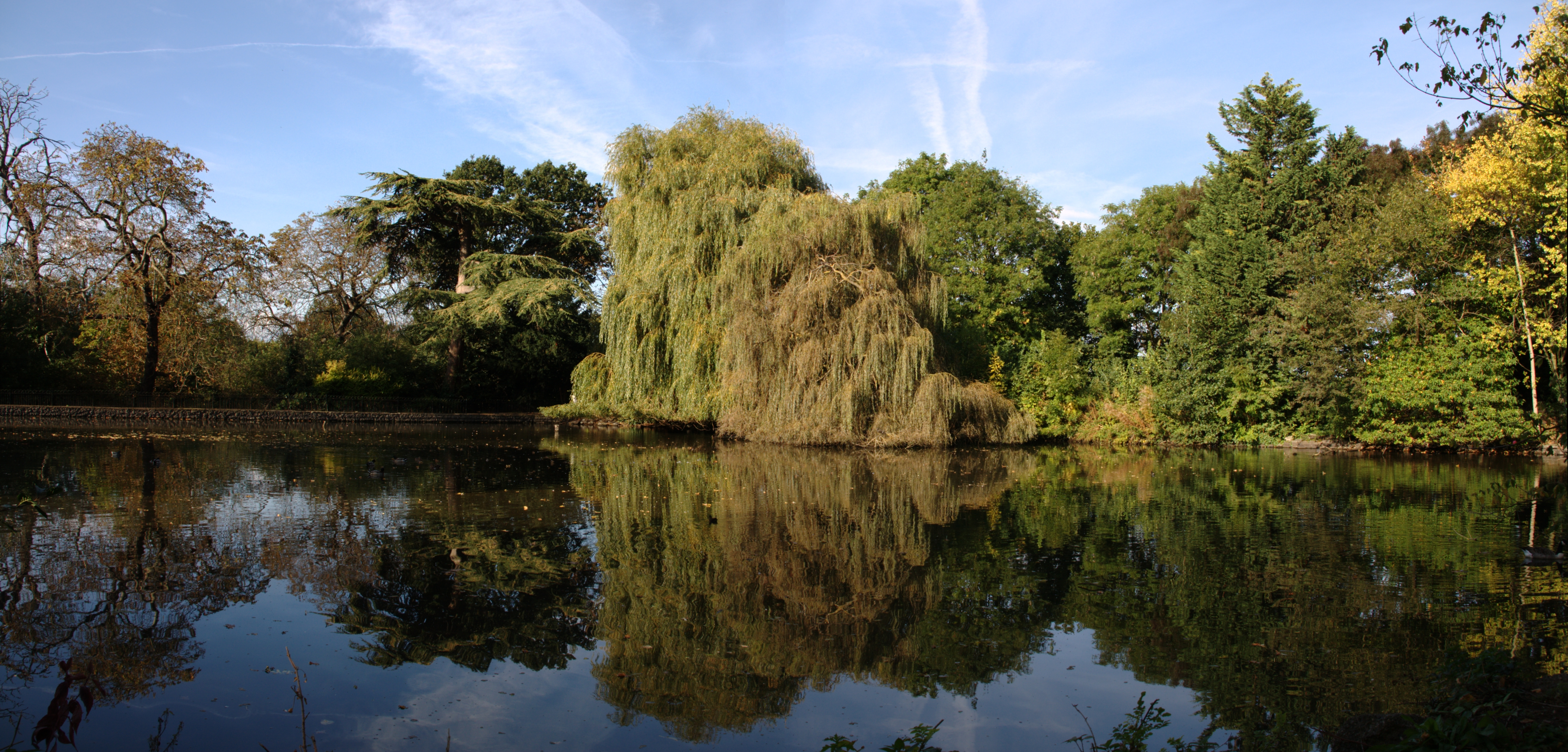
Un lac ornemental avec une île, datant de l'époque où il s'agissait d'un grand domaine, se trouve à proximité de Boston Manor.

En 1918, l'entretien du domaine de Boston Manor dépassait les moyens de la famille Clitheroe, qui alors prit la décision de le mettre en vente. Le négociateur décrivit un domaine contenant des serres pour la culture de melons et de concombres, des vignes et une bordure herbacée de deux-cents mètres. La maison n'atteignit pas son prix de réserve et, en 1923, le colonel Stacey Clitheroe vendit au Brentford Urban District Council le manoir et ses cinquante acres de terrains. La partie qui entourait la ferme fut lotie de résidences pavillonnaires, et le parc fut ouvert au public le 11 septembre 1924.

## Description
D'une superficie de 11,36 hectares ( Unité « 0 » inconnue du modèle {{Conversion}}.) entourant le manoir, et situé à proximité de la station de métro Boston Manor, le parc est accessible depuis Boston Manor Road (A3002) sur le périmètre est.

### Caractéristiques naturelles
La rive du canal est une zone classée de conservation de la nature.
Les arbres remarquables comprennent de vieux cèdres, dont certains proviennent des plantations du XVIIIe siècle faites par la famille Clitheroe. Un grand étang ornemental se trouve au nord du manoir et une partie du mur d'origine du jardin est toujours présente. Thames Rivers Trust a entrepris des travaux au niveau du barrage à gradins du parc pour aider à la migration des civelles, en installant un «passage pour les civelles» en 2012.

### Grand Union Canal
Le Grand Union Canal et la rivière Brent courent le long du périmètre ouest, le canal englobant l'écluse no 99, dite Clitheroe's Lock.

### Boston Manor House

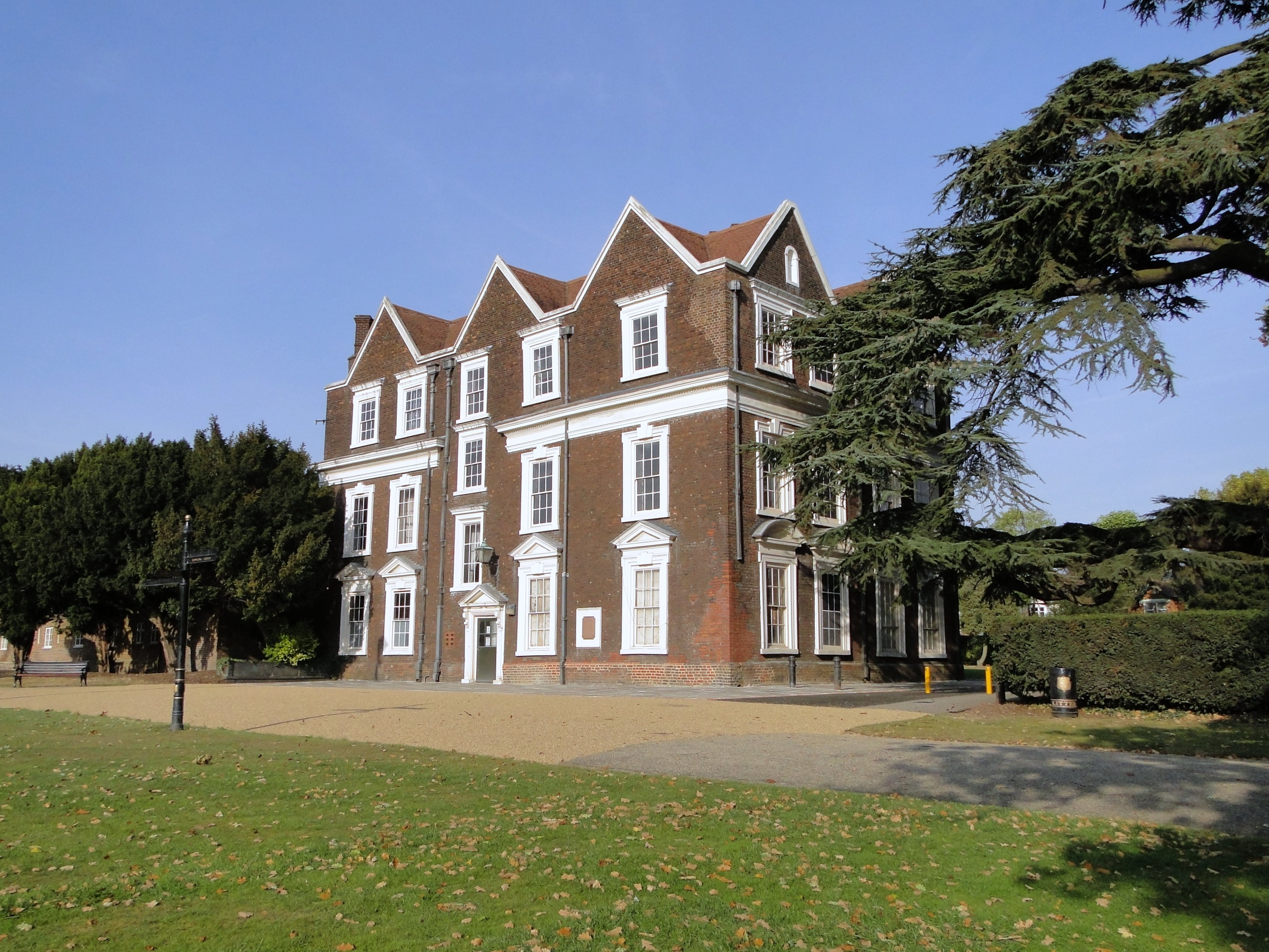
Boston Manor House, vue du parc.

À l'entrée est du parc se trouve Boston Manor House, demeure historique de la famille Clitheroe, ainsi que ses dépendances.

### Viaduc de la M4

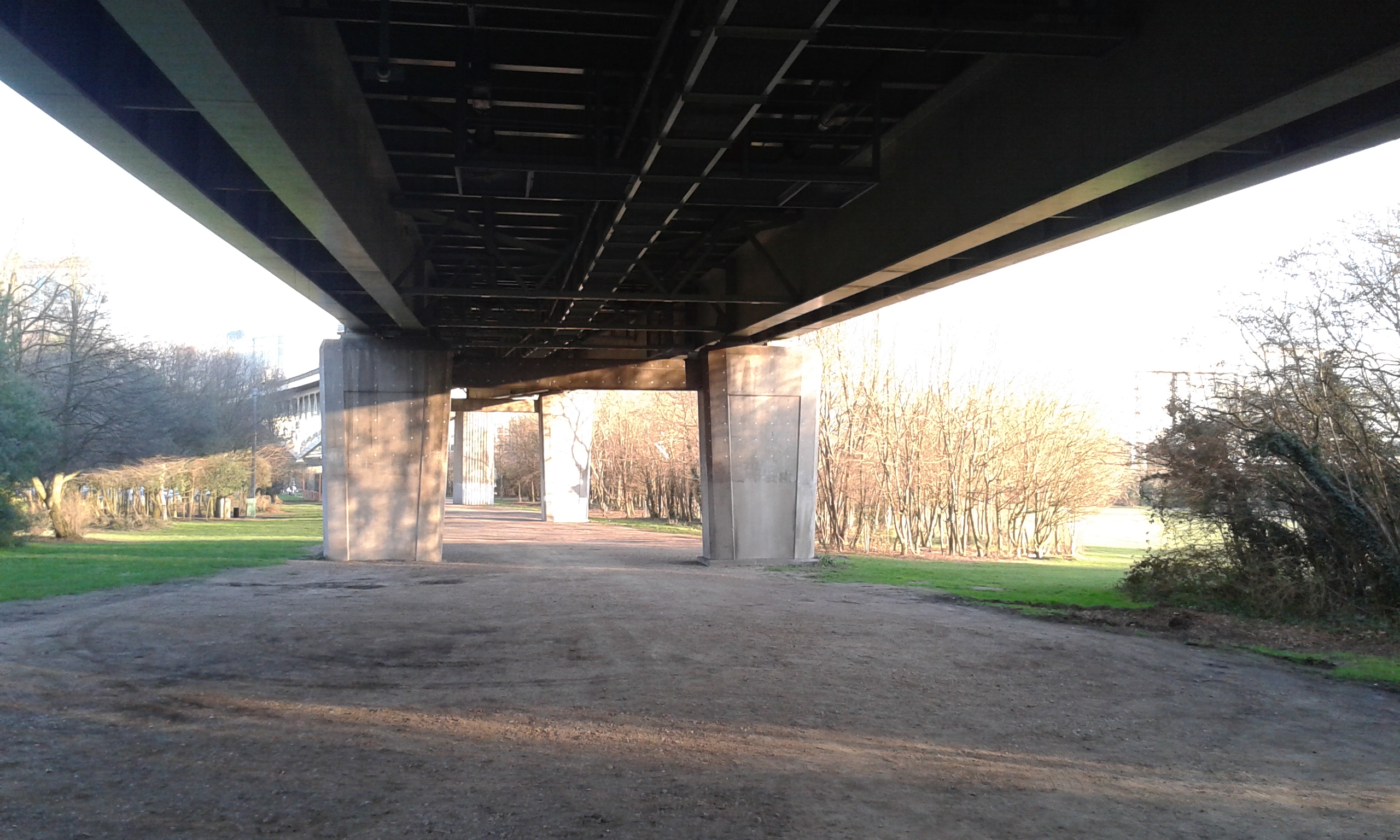
Viaduc de la M4

La construction de l'autoroute M4 en 1964-1965 a été la plus grande modification du paysage du parc, coupant le parc du nord-ouest au sud-est du périmètre. Apportant une perspective spectaculaire, elle est utilisée par les sportifs et les promeneurs par temps de pluie, et périodiquement par le festival techno Junction 2.

### Siège mondial de Glaxo Smith Kline

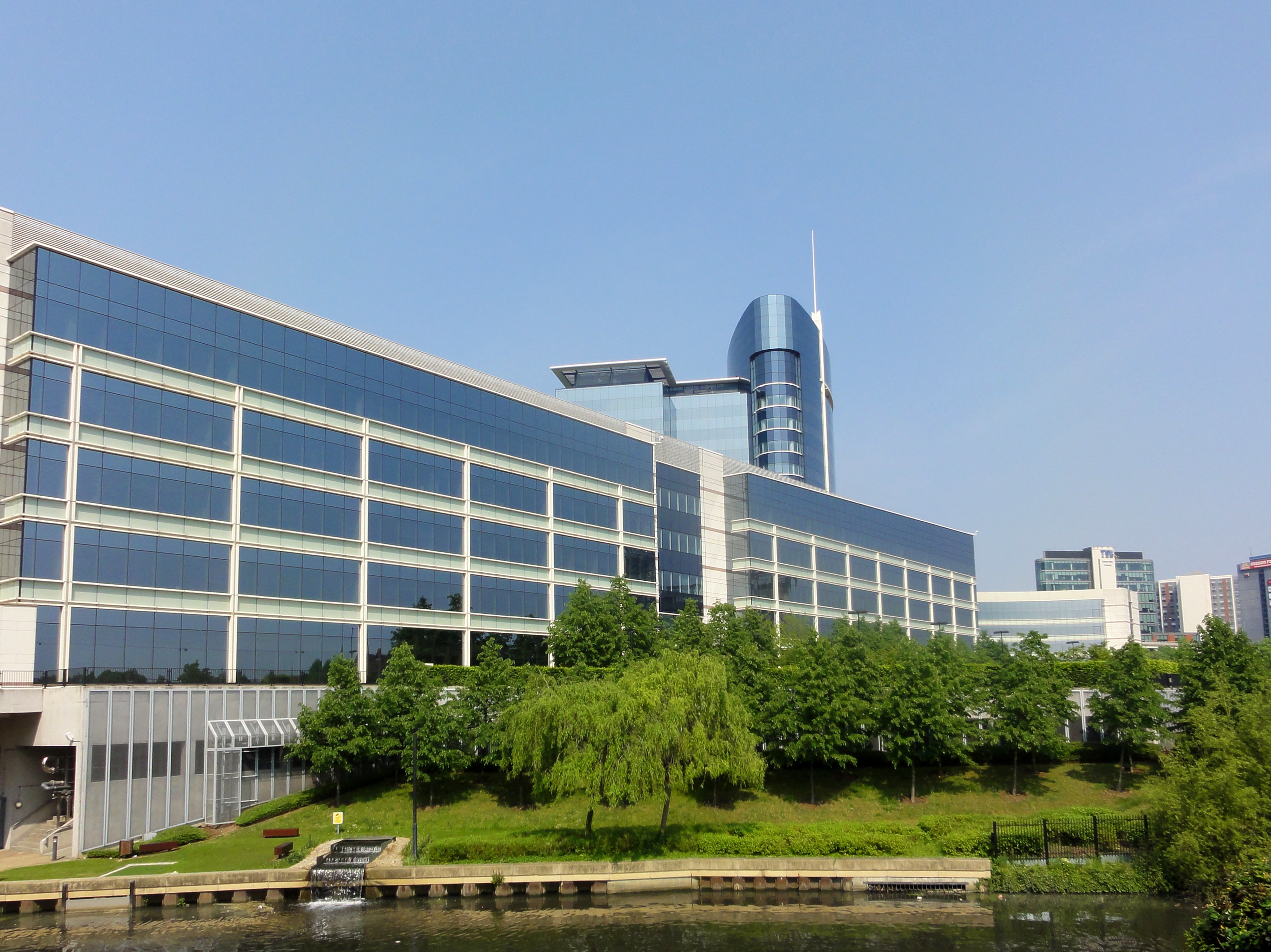
Glaxo Smith Kline, Brentford

Au sud du parc, le laboratoire pharmaceutique Glaxo Smith Kline a édifié son siège mondial, conçu par Hillier Architecture et inauguré par le Premier Ministre Tony Blair en 2002. D'une surface de 100,000 m2, placé au bord de la rivière et éloigné des parties les plus visitées du parc, il est visible derrière certaines frondaisons, et le protège du bruit de la ville.

### Développements récents

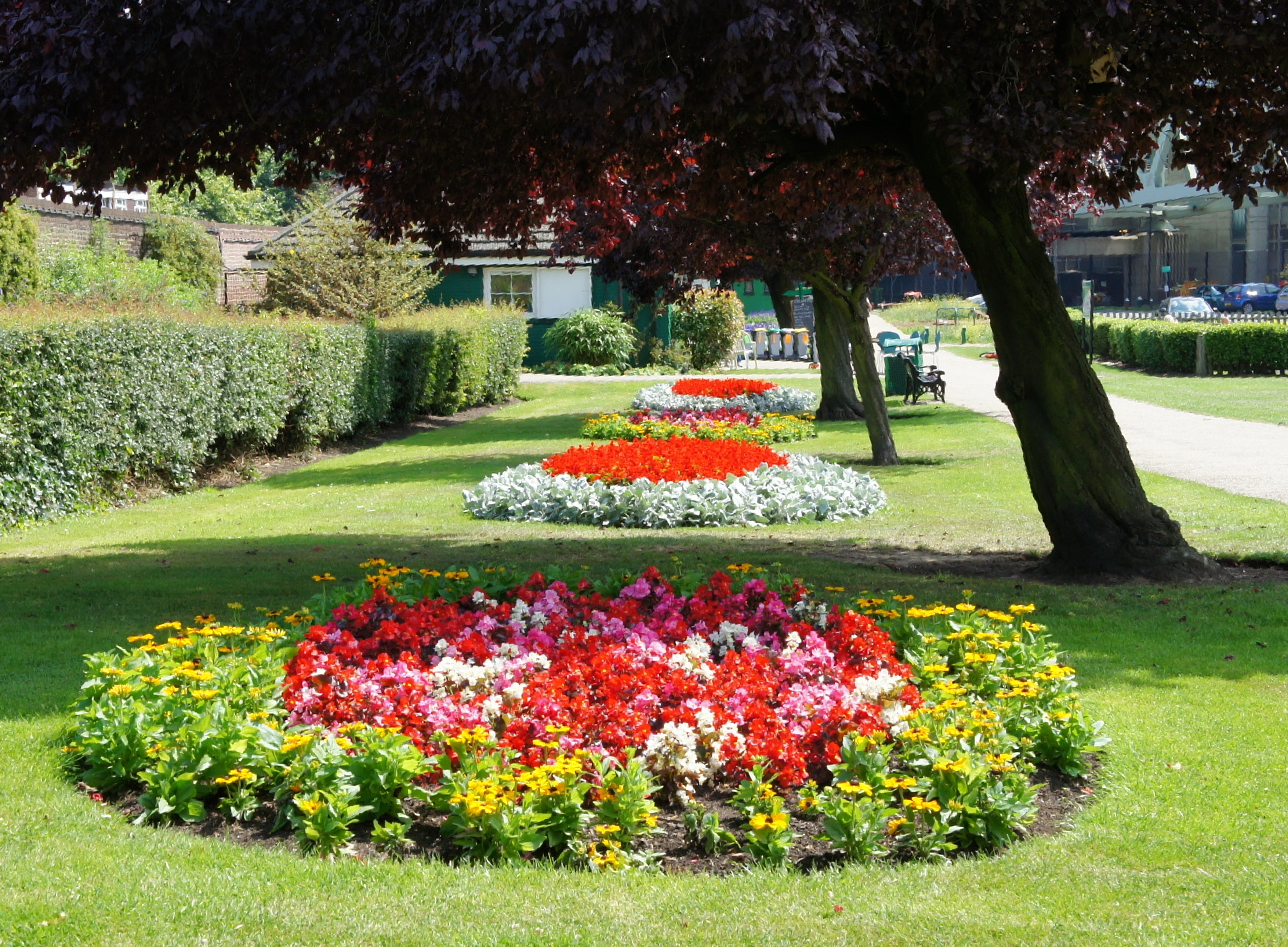
Parterres de fleurs dans le parc.

Les travaux récents entrepris dans le parc comprennent la création d'une prairie de fleurs sauvages en 2006 et la restauration du jardin clos. Les améliorations générales ont inclus la replantation d'arbustes, d'arbres et de bordures herbacées. Le parc a remporté pour la première fois un Green Flag Award en 2005.

## Activités sportives et ludiques
Le parc est admininistré par le London Borough of Hounslow et comprend trois courts de tennis, un terrain de basket et une aire de jeux pour enfants. Le manoir est ouvert pour des visites et des événements spéciaux.
Le Festival de Brentford était un événement annuel organisé dans le parc entre 2005 et 2012, avant de déménager à Blondin Park, situé à proximité.
Des scènes de la série télévisée Misfits y ont été tournées.